# Laval-sur-Luzège
Laval-sur-Luzège [laval syʁ lyzɛʒ] (La Val auf Okzitanisch) ist eine französische Gemeinde mit 102 Einwohnern (Stand 1. Januar 2022) im Département Corrèze in der Region Nouvelle-Aquitaine.

## Geografie
Die Gemeinde liegt im Zentralmassiv, am Fluss Luzège, etwa fünf Kilometer nördlich seiner Einmündung in die Dordogne und ist von ausgedehnten Wäldern umgeben. Tulle, die Präfektur des Départements liegt rund 35 Kilometer westlich und Égletons etwa 20 Kilometer nördlich.
Nachbargemeinden von Laval-sur-Luzège sind Saint-Hilaire-Foissac im Norden, Lapleau im Nordosten, Soursac im Osten, Auriac Süden sowie Saint-Merd-de-Lapleau im Westen.

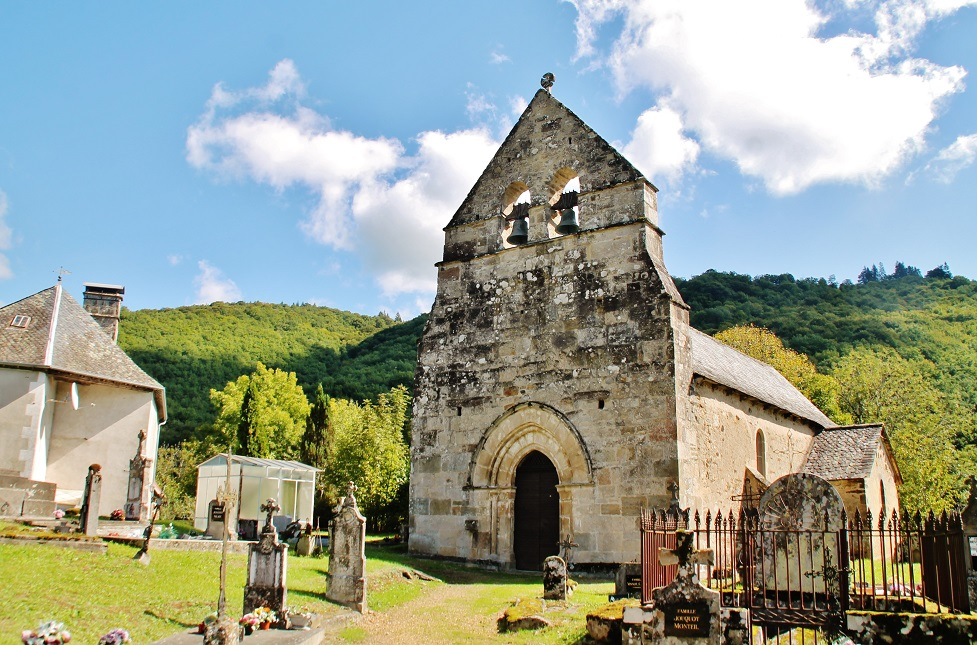
Kirche Saint-Martin

## Einwohnerentwicklung
| Jahr      | 1962 | 1968 | 1975 | 1982 | 1990 | 1999 | 2007 | 2016 |
| Einwohner | 161  | 190  | 161  | 126  | 96   | 89   | 91   | 99   |